# Юснаршбери (община)
Община Юснаршбери (на шведски: Ljusnarsbergs kommun) е разположена в лен Йоребру, централна Швеция с обща площ 635 km2 и население 4875 души (към 31 декември 2013). Административен център на община Юснаршбери е град Копарбери.